# Alice et le Maire
Pour plus de détails, voir Fiche technique et Distribution.
Alice et le Maire est une comédie dramatique française réalisée par Nicolas Pariser, sortie en 2019.
Le film suit le maire de Lyon, Paul Théraneau, un homme fatigué et en manque d'inspiration. Son équipe lui adjoint alors Alice Heimann diplômée de philosophie, pour le stimuler intellectuellement.

## Synopsis
Alice Heimann (Anaïs Demoustier) est une jeune diplômée de philosophie et de littérature qui a récemment quitté Oxford pour un poste à la mairie de Lyon. Accueillie par Mélinda (Nora Hamzawi), elle est engagée au service de la prospective et des idées afin de stimuler la réflexion du maire de Lyon, Paul Théraneau (Fabrice Luchini) qui, selon ses propres mots, « n'arrive plus à penser ». Alice est donc chargée de produire des notes avec différentes inspirations philosophiques qui permettront à Théraneau de trouver de nouvelles idées. En parallèle, Alice renoue avec un ancien ami très proche, Gauthier (Alexandre Steiger), dont elle rencontre également l'épouse excentrique, Delphine (Maud Wyler), une artiste dont l'œuvre est très influencée par la notion de fin du monde.
Alice prend peu à peu ses marques à la mairie de Lyon, naviguant entre l'emploi du temps extrêmement chargé de Théraneau et les demandes incessantes et diverses de sa cheffe de cabinet, Isabelle Leinsdorf (Léonie Simaga). Celle-ci fait notamment participer Alice à une réunion préparatoire d'une initiative politique, Lyon 2500, qui doit servir de plateforme programmatique pour préparer une candidature de Théraneau à l'élection présidentielle sous les apparences d'une célébration des 2 500 ans d'histoire de Lyon et de son potentiel de ville moderne et d'avenir. Alice est toutefois dubitative devant ce projet mené sous l'influence de Patrick Brac (Thomas Chabrol), un entrepreneur proche d'Isabelle Leinsdorf. Satisfait des discussions qu'il a avec Alice (bien qu'il ne lise guère ses notes), Théraneau la nomme à la tête du comité de préparation de Lyon 2500, ce qui lui attire les foudres de nombreux collègues, en particulier de Daniel (Antoine Reinartz), le responsable de la communication.
Au cours d'une consultation citoyenne visant à recueillir les avis des Lyonnais, Alice est émue par l'histoire de Xavier Blasquez (Pascal Rénéric), un imprimeur. Afin de faire plus ample connaissance, elle l'invite à l'opéra de Lyon pour une représentation à laquelle sont invités des employés de la mairie. Lors du cocktail qui s'ensuit, Alice rencontre Patrick Brac, mécontent qu'elle l'ait évité tout ce temps. Pour compliquer les choses, Delphine, également présente, insiste pour discuter avec Théraneau, perplexe devant les propos ardents de l'artiste.
Alice est stupéfaite lorsque Isabelle lui annonce qu'à l'approche de l'élection présidentielle, nécessitant une prise en main de son parti, elle ne peut plus continuer son travail auprès de Théraneau comme avant, d'autant que l'initiative Lyon 2500 est annulée. De plus, en discutant avec Xavier, qu'elle fréquente désormais de façon plus intime, Alice se rend compte à quel point elle est insatisfaite de la vie qu'elle mène, tant sur le plan professionnel que sur le plan personnel. Abattue, Alice rentre chez elle et appelle Gauthier à la recherche de réconfort amical. Peu après, Théraneau l'appelle, lui aussi soucieux, et lui annonce qu'il envisage de ne pas se présenter à l'élection et de simplement finir son mandat. Il remercie Alice pour les conversations qu'ils ont eues au cours des derniers jours.
Le lendemain, toutefois, Théraneau change d'avis : il compte présenter une motion lors du prochain congrès du Parti socialiste, qu'il souhaite utiliser comme tremplin pour l'élection présidentielle. Alice est chargée d'aider Théraneau à écrire son discours, fortement critique à l'égard de l'évolution des élites de la République, de leur dérive financiariste et singulièrement de celles de son parti. Le discours est très influencé par les réflexions apportées par Alice, notamment celles sur la modestie, et de fait très différent de celui préparé initialement par une agence de communication. Il reçoit néanmoins l'approbation de Daniel, le responsable de la communication. Le soir du congrès, cependant, Théraneau fait trop attendre son discours, et les instances du parti prennent la décision de confier l'organisation de primaires à une autre cadre, ce qui compromet la piste d'une candidature de Théraneau, jugé pas assez consensuel.
Trois ans plus tard, Alice est désormais mère d'une petite fille, et travaille dans une ambassade au Royaume-Uni. Elle rend visite à Théraneau, retiré de la vie politique et à qui elle a continué à faire parvenir ses notes de réflexion. Elle lui offre un livre, Bartleby de Herman Melville, qu'il explique avoir déjà lu, et tous deux sourient à l'idée que Théraneau ait enfin le temps de lire et de se cultiver à nouveau, loin de l'absence d'idée qui caractérisait ses dernières années en politique.

## Fiche technique
Sauf indication contraire, les informations mentionnées dans cette section peuvent être confirmées par la base de données cinématographiques IMDb,  présente dans la section « Liens externes ».
- Titre original : Alice et le Maire
- Réalisation et scénario : Nicolas Pariser
- Musique : Benjamin Esdraffo
- Décors : Wouter Zoon
- Costumes : Anne-Sophie Gledhill
- Photographie : Sébastien Buchmann
- Montage : Christel Dewynter
- Son : Daniel Sobrino
- Production : Emmanuel Agneray
- Sociétés de production : Bizibi, Arte France Cinéma, Les Films du 10 et Scope Pictures ; SOFICA : Cinécap 2, Cinémage 13, Cinéventure 4, Cofinova 15, SG Image 2017
- Société de distribution : BAC Films (France et ventes internationales)
- Budget : 4,9 millions d'euros
- Pays de production :  France
- Langue originale : français
- Genre : comédie dramatique
- Durée : 103 minutes
- Dates de sortie :
  - France : 18 mai 2019 (Festival de Cannes - Quinzaine des réalisateurs) ; 2 octobre 2019 (sortie nationale)
  - Belgique, Suisse romande : 2 octobre 2019
  - Québec : 22 novembre 2019

## Distribution
- Fabrice Luchini : Paul Théraneau, le maire de Lyon
- Anaïs Demoustier : Alice Heimann
- Nora Hamzawi : Mélinda
- Léonie Simaga : Isabelle Leinsdorf, cheffe de cabinet du maire
- Antoine Reinartz : Daniel, responsable de la communication du maire
- Maud Wyler : Delphine Bénard, artiste, épouse de Gauthier
- Alexandre Steiger : Gauthier, l'ami d'Alice
- Pascal Rénéric : Xavier Blasquez, l'imprimeur
- Thomas Rortais : Pierre, assistant d'Isabelle
- Thomas Chabrol : Patrick Brac, l'entrepreneur
- Michel Valls : Philippe Paquet
- Claire Galopin : la secrétaire du maire
- Manon Kneusé : Claire
- Lucie Gallo : Marie
- Pierre Desmaret : le maire du 4e arrondissement de Lyon
- Gwenaëlle Simon : Armelle
- Pierre-Benoist Varoclier : le meneur de débat

## Production

### Genèse et développement
Fabrice Luchini dit qu'il ne s'est pas inspiré de Gérard Collomb, le maire de Lyon, pour jouer son personnage et qu'il n'est pas emballé par la politique mais qu'il décèle chez les politiciens « une névrose très mystérieuse ».
Le réalisateur Nicolas Pariser explique que le nom du personnage Paul Théraneau est une anagramme de Rathenau, homme politique allemand qui apparaît dans L'Homme sans qualités de Robert Musil sous le nom du Dr Paul Arnheim. On voit d'ailleurs dans une séquence le personnage d'Alice lire, dans les transports en commun lyonnais, le livre de Frédéric Joly, Robert Musil. Tout réinventer.

### Tournage
Le film a été tourné à Lyon, et plus particulièrement : quais du Rhône et de la Saône, opéra de Lyon, passage Ménestrier, passerelle du Collège, restaurant le Cintra, Confluence, préfecture du Rhône, théâtre de la Croix-Rousse, Cité internationale, parc de la Tête-d'Or, mairie du 6e arrondissement. Faute d'autorisation par l'équipe municipale en place, le tournage n'a pu s'effectuer à l'hôtel de ville de Lyon, comme initialement prévu par le réalisateur,.

### Musiques du film
La musique originale est composée par Benjamin Esdraffo. Dans la scène à l'opéra de Lyon, on peut entendre le début de Das Reingold Vorspiel de Richard Wagner. La musique du générique de fin est la Sicilienne de la Sonate en mi bémol majeur (BWV 1031) de Jean-Sébastien Bach.

## Accueil

### Accueil critique
En France, le site Allociné propose une moyenne des critiques presse de 3,8/5.
Pour Le Figaro, c'est « une fête des maires qui fait des étincelles. »
Le Parisien apprécie peu : « Malgré un point de départ original et un duo d'acteurs parfait (Fabrice Luchini et Anaïs Demoustier), Alice et le Maire se révèle assez vite ennuyeux. »

### Box-office
| Pays ou région | Box-office      | Date d'arrêt du box-office | Nombre de semaines |
| -------------- | --------------- | -------------------------- | ------------------ |
| France         | 723 587 entrées | 23 décembre 2019           | 12                 |
| Total mondial  | 6 148 762 $     | -                          | -                  |

## Distinctions

### Label et récompense
- Festival de Cannes 2019 : Label Europa Cinemas de la Quinzaine des réalisateurs[13]
- César 2020 : meilleure actrice pour Anaïs Demoustier

### Nominations
- Prix Lumières 2020 :
  - Meilleur acteur pour Fabrice Luchini
  - Meilleure actrice pour Anaïs Demoustier
  - Meilleur scénario pour Nicolas Pariser
- Globes de Cristal 2020 : meilleure actrice pour Anaïs Demoustier

### Revue de presse
- Baptiste Roux, « On était tellement de gauche », Positif no 704, Institut Lumière/Actes Sud, Paris, octobre 2019, p. 21-25  (ISSN 0048-4911)
- Propos de Nicolas Pariser recueillis par Jean-Dominique Nuttens et Yann Tobin, « L'idéal, c'est d'apparaître profond involontairement », Positif no 704, Institut Lumière/Actes Sud, Paris, octobre 2019, p. 54-55  (ISSN 0048-4911)
- Alex Masson, « Alice et le maire » V.O. Version Originale no 83, Paris, octobre 2019, p. 13